# Вартанян, Геворк Андреевич
Гево́рк Андре́евич Вартаня́н (в других источниках также: Варданя́н; 17 февраля 1924, Ростов-на-Дону — 10 января 2012, Москва) — советский разведчик, сотрудник Первого главного управления (ПГУ) Комитета государственной безопасности СССР (внешняя разведка), участник Великой Отечественной войны, Герой Советского Союза (1984), полковник.
Нелегальная разведывательная деятельность Геворка Вартаняна и его жены Гоар (25 января 1926, Ленинакан — 25 ноября 2019, Москва) продолжалась в десятках стран мира на разных континентах около 45 лет и остаётся в значительной мере засекреченной. Широко освещена проведённая группой 19-летнего Вартаняна в 1943-м операция по срыву покушения гитлеровской спецагентуры на «большую тройку» — Сталина, Черчилля и Рузвельта в Тегеране в ходе проведения Тегеранской конференции. Некоторую известность в открытых источниках получили также события послевоенной разведывательной деятельности супругов Вартанянов в Италии, Германии, Франции, Китае, Индии и США. Работая против НАТО, Вартаняны специализировались на военно-политической разведке, в меньшей степени — на научно-технической. За весь период нелегальной работы Вартаняны трижды меняли все свои персональные данные, включая гражданство.
Несмотря на то, что в 1986 году супруги Вартаняны окончательно завершили разведывательную работу за рубежом и вернулись в СССР, ряд политиков, военных и дипломатов, с которыми они контактировали на Западе, продолжают и после отставки оставаться публичными фигурами и заниматься общественно-политической деятельностью в своих странах. По оценке коллег Геворка и Гоар по нелегальной разведке, «совершённое дуэтом Вартанянов столь многообразно и всеобъемлюще, что никогда не будет рассекречено».

## Биография

### Семья и юность
Родился 17 февраля 1924 года в Ростове-на-Дону в армянской семье. Отец — Андрей Васильевич Вартанян (1888 года рождения), был иранским подданным, директором маслобойного завода, находившегося в станице Степной. Мать — Мария Савельевна (1900 года рождения).
В 1930 году, когда Геворку Вартаняну было шесть лет, его семья выехала в Иран. Его отец был связан с советской внешней разведкой и покинул СССР по её заданию. Прожив шесть лет в Тебризе, семья перебралась в Тегеран. Позиции Вартаняна-отца — человека со связями и солидным положением в обществе, владельца кондитерской фабрики, известной на весь Иран своими сладостями, — являлись для него надёжным прикрытием. Используя его, Андрей Васильевич вёл активную разведывательную и агентурную работу: вербовки, поддержание связи с нелегалами. Он почти никогда не пользовался финансовыми средствами Центра, обходился деньгами, которые зарабатывал сам. В годы Великой Отечественной войны Андрей Вартанян собрал значительную сумму денег, которые были переданы в Центр для постройки танка.
В 1953 году Андрей Вартанян вернулся из Тегерана в Ереван, проработав в Иране на советскую разведку 23 года. Он был патриотом СССР и в таком же духе воспитывал своих детей. Именно под влиянием отца Геворк стал разведчиком. Позже он вспоминал:

Мой отец и известный разведчик Иван Иванович Агаянц сделали из меня настоящего разведчика. Честь им и хвала!

### Служба в Иране
Пойдя по стопам своего отца, Геворк Вартанян связал свою жизнь с разведывательной деятельностью. 4 февраля 1940 года он установил контакт с тегеранской резидентурой советской разведки в лице Ивана Агаянца. Впоследствии, вспоминая о той встрече, он говорил:

Я вышел на встречу с советским резидентом. Это потом я узнал, что Иван Иванович Агаянц — легендарный советский разведчик. Был он человеком строгим и в то же время добрым, тёплым. Долго я с ним работал, до конца войны, и разведчика из меня сделал он. Занят был, но встречался со мною, учил, натаскивал.

После встречи с резидентом Геворк Андреевич, которому дали оперативный псевдоним «Амир», получил задание создать из нескольких надёжных ребят группу для оказания помощи старшим коллегам. К тому времени значительная часть населения Ирана занимала просоветскую позицию. Поэтому Амир быстро справился со своим первым заданием, собрав группу единомышленников примерно одного возраста, там были армяне, лезгины, ассирийцы. Все — выходцы из СССР. Их родителей либо выслали из Советского Союза после 1937 года, либо они сами вынуждены были уехать. Всех членов группы Амира объединяла любовь к Родине. Их было семеро друзей-единомышленников, готовых бороться с нацизмом. Никакой оперативной подготовки у ребят не было: и методам ведения наружного наблюдения, и другим профессиональным хитростям они учились на ходу. Передвигалась группа по городу на велосипедах, за что Иван Агаянц в шутку назвал группу «Лёгкой кавалерией», и она вошла в историю под этим названием. Через 2 года в группе появилась сестра одного из активных членов резидентуры Оганеса — Гоар, которая впоследствии станет спутницей жизни Геворка Вартаняна.
В 1941 году двое членов группы Вартаняна были выявлены иранской полицией, и их срочно пришлось переправить в СССР. Так как Вартанян имел с ними контакт, то был задержан. Вартанян сделал вид, что согласен сотрудничать и поехал с полицией по городу, показывая места, где бывали двое членов его группы и людей, с которыми они якобы общались. На самом деле это были люди, которые мешали работать советской разведке. Их арестовали и держали в тюрьме около полугода. Сам Геворк Вартанян провёл в тюрьме три месяца.
В начале 1940-х годов в Иране ввиду стратегической (главным образом из-за большого запаса нефти) и географической важности региона пересеклись интересы ведущих мировых держав того времени. К началу Великой Отечественной войны в Иране находилось около 20 тыс. немецких граждан — военные инструкторы и агентура под видом торговцев, банкиров, инженеров; главой немецкой резидентуры в Иране был Франц Майер.
Группа Вартаняна выявила около 400 агентов среди иранцев, работавших на Германию. После советско-британской оккупации Ирана в августе 1941 года они были арестованы и большей частью перевербованы для работы на СССР и Великобританию.
В 1942 году британцы открыли в Иране разведшколу, где готовили агентов для заброски на территорию СССР. Вартаняну удалось поступить в эту школу и установить личности обучавшихся, что помогло их задержать после заброски в СССР. После протеста советской стороны разведшкола была закрыта; при этом сам Вартанян, по его словам, приобрёл в школе ценные навыки разведывательной деятельности.

#### Тегеранская конференция
Тегеранская конференция стала первой встречей «Большой тройки», на которой принимались решения, определявшие дальнейшее устройство мира. Понимало это и руководство нацистской Германии, которое поручило абверу организовать в Тегеране покушение на лидеров СССР, США и Великобритании. Секретную операцию под кодовым наименованием «Длинный прыжок» разработал начальник секретной службы СС в VI отделе главного управления имперской безопасности, специальный агент Гитлера по особым поручениям, оберштурмбанфюрер Отто Скорцени. В послужном списке Скорцени были такие известные диверсионные операции как убийство в 1934 году канцлера Австрии Дольфуса, аресты в 1938 году президента Австрии Микласа и канцлера Шушнига, после которых вермахт оккупировал Австрию, а также наделавшее шуму в прессе вызволение из плена Бенито Муссолини в 1943 году. Позже, в 1966 году, Скорцени подтвердил, что он имел поручение Гитлера убить Сталина, Черчилля, Рузвельта либо выкрасть их в Тегеране, проникнув в посольство Великобритании со стороны армянского кладбища.
В конце лета 1943 года немцы сбросили в район Кумского озера близ города Кум (70 км от Тегерана) команду из шести радистов. В то время у гитлеровцев там была мощная агентура с хорошим прикрытием. Немцы переодевались в местные одежды, перекрашивались хной, кто-то даже изображал муллу. Советские спецслужбы доступа сюда не имели. На десяти верблюдах немцы везли с собой рацию, оружие, снаряжение. Через 10 дней они уже были под Тегераном, там пересели на грузовик и добрались до города. Их конспиративная вилла находилась на одной из центральных улиц, недалеко от посольств СССР и Великобритании. С виллы, подготовленной специально для этого местной агентурой, группа радистов установила радиоконтакт с Берлином с тем, чтобы подготовить плацдарм для высадки диверсантов во главе со Скорцени.
Информацию о готовящемся теракте сообщил в Москву из украинских лесов разведчик Николай Кузнецов, а весной 1943 года из центра пришла радиограмма, в которой говорилось о том, что Германия планирует провести диверсию в Тегеране во время конференции с участием лидеров СССР, США и Великобритании. Целью диверсии было физическое устранение либо похищение главных участников конференции. Все члены группы Вартаняна были мобилизованы для предотвращения террористического акта.
Планы вермахта не осуществились. Агенты Вартаняна совместно с англичанами из МИ-6 пеленговали и расшифровывали все их сообщения. Вскоре после длительных поисков радиопередатчика всю группу захватили и заставили работать с Берлином «под колпаком». При этом, чтобы предотвратить высадку второй группы, при перехвате которой было не избежать потерь с обеих сторон, им была дана возможность передать, что они раскрыты. Узнав о провале, Берлин отказался от своих планов.
В результате проведённой операции группа юношей под руководством 19-летнего Вартаняна сорвала одну из самых секретных операций Третьего рейха. За несколько дней до начала конференции были проведены аресты немецких агентов в Тегеране. Последним взяли резидента Франца Майера, ушедшего в глубокое подполье: его нашли на армянском кладбище, где он, покрасив и отпустив бороду, работал могильщиком. Из большого количества обнаруженных агентов часть была арестована, а большинство — перевербовано. Одни были переданы британцам, другие — вывезены в Советский Союз.
В 1979 году фигура Вартаняна, известного тогда лишь узкому кругу профессионалов, в качестве прототипа главного героя была использована создателями советско-французского остросюжетного фильма «Тегеран-43» и исполнителем главной роли советского разведчика, актёром Игорем Костолевским. По словам самого Вартаняна, с художественным фильмом он познакомился, когда тот был уже снят, и сетовал на то, что город Тегеран выглядит в картине не очень достоверно, чересчур «обшарпанным». Кроме того, как указал Вартанян, в картине слишком много стреляют, на самом же деле «разведчик перестаёт быть разведчиком, если начинает применять оружие».

### Послевоенное время
30 июня 1946 года Геворк Андреевич женился на Гоар Пахлеванян, входившей с 1942 года в разведгруппу «Лёгкая кавалерия». Впервые они обвенчались в армянском храме Тегерана, официально расписались в 1952 году в Ереване; впоследствии с целью получения новых документов данный брак под разными именами ещё два раза регистрировался в других странах. Завести детей из-за работы не было возможности, о чём супруги всегда сожалели. В дальнейшей нелегальной деятельности Гоар Вартанян выполняла при муже функции радиста, виртуозно овладела мастерством передач радиограмм, в том числе в неприспособленных и полевых условиях. Радиопередатчик был переделан из простого радиоприёмника.
Служба в Иране длилась с 1940 по 1951 год, больше в Иран Вартаняны никогда не возвращались. Для Геворка и его жены иранский период стал важнейшим этапом жизни. Здесь произошло их профессиональное становление как разведчиков высокого класса. Отсюда началась их карьера во внешней разведке.
Когда обстановка в Иране стала более спокойной, супруги Вартанян попросили Центр разрешить им вернуться в Советский Союз, чтобы получить высшее образование. В 1951 году они приехали в Армянскую ССР и поступили в Ереванский институт русского и иностранных языков им. В. Брюсова, который окончили в 1955 году. После окончания института они получили предложение снова работать за рубежом в качестве нелегалов и дали согласие, прошли специальную подготовку, а в 1957 году выехали в первую длительную командировку за рубеж. Поскольку персидским языком оба владели как родным, Вартаняны находились за границей с документами, в которых были указаны как иранцы.
Далее последовали три десятилетия нелегальной разведывательной работы на Дальнем и Среднем Востоке, в Западной Европе, США. В 1957—1960 годах Вартаняны работали в Японии, где 33-летний Геворк легализовался как студент местного университета, получил студенческий билет и вид на жительство, одновременно занимался бизнесом. В Японии советскую разведку интересовали общественные настроения после Сан-Францисского мирного договора 1951 года и Советско-японской декларации 1956 года, которые затрагивали острую проблему принадлежности южных Курильских островов, а в более широком плане — перспективы «японского реваншизма». Телеканал Россия 1 в 2016 году упоминал о том, что Вартаняны работали и в Китае, а также в африканских странах. В начале и середине 1960-х годов Вартаняны действовали в Индии, о событиях этого периода разведчик вспоминал, как однажды, отодвинув камень, прикрывавший тайник в заброшенном храме, он обнаружил выглядывающую голову кобры. Во время обострения арабо-израильского конфликта недолго работали на Ближнем Востоке, деятельность нелегалов непосредственно курировали начальники советской внешней разведки Анатолий Лазарев и Александр Сахаровский.
Возвратившись в Европу, Вартаняны первоначально оказались в Швейцарии, а затем, во второй половине 1960-х годов с помощью богатых и влиятельных представителей армянской диаспоры легализовались во Франции. В ходе майской «студенческой революции» 1968 года, ставшей переломной для Европы, Вартаняну удалось, смешавшись с толпой протестующих студентов, проникнуть в правительственное здание в Париже, где он был уникальным свидетелем переговоров манифестантов с властями. В период пребывания во Франции Вартанян составил аналитические портреты ряда крупных фигур французской политики, которые понравились председателю КГБ Ю.В. Андропову. В том же 1968 году Андропов во время приезда разведчика в Москву лично поговорил с Вартаняном по телефону, по распоряжению главы КГБ тогда же Вартаняну было присвоено первое в его карьере воинское звание «капитан».
В Европе Вартаняны по легенде представлялись иранцами, бежавшими с родины из-за политических преследований левых шахским режимом, затем «залегендировались» в качестве предпринимателей, специализирующихся на коммерческой торговле элитными коврами. Проехав по ряду европейских стран, только потом Вартаняны отправились к месту своей главной работы в Южной Европе. Основным местом их нелегального базирования на многие годы и до конца нелегальной карьеры стала Италия, откуда Вартаняны для выполнения разведывательных заданий периодически выезжали ещё в ряд стран. Ранее, с 1949 по 1953 год в Италии и Ватикане работал советский разведчик Иосиф Григулевич (оперативный псевдоним «Макс»), а с 1949 по 1959 год нелегальным резидентом в Италии был советский разведчик также армянского происхождения Ашот Акопян, по легенде он тоже был торговцем коврами.
«Техника ломается, а человека не сломаешь. Если только он не предатель. Моему поколению разведчиков не на что было опереться в техническом плане, потому люди более крепкие были, больше полагались только на себя, на свой внутренний стержень. Но и сейчас разведчиков, которых мы воспитываем, учим: вы — всё, а техника — это пустяк. В разведке не получится по-другому. Это же не коммерция, где раз потерял, потом нагнал. Разведчик, как сапёр, может ошибиться только один раз… Если бы провалы были, я бы 45 лет не продержался и не вернулся чистым в Россию. У нас провалы могли бы быть только из-за предательства. Можно многое предусмотреть и просчитать, но только не это. Тут не поможет никакая конспирация и ничего не спасёт, если предатель на тебя пальцем покажет».
В 1971—1986 годах Вартаняны работали в Италии, жили в красиво обставленной квартире в центре Рима. Первые пять лет в Италии у супругов ушли на то, чтобы легализоваться, наладить бизнес, обрасти нужными связями, зарекомендовать себя состоятельными людьми, изысканно одевающимися и со вкусом носящими драгоценности, способными оказывать услуги, давать советы и рекомендации экономического характера; многие обращались к Геворку Андреевичу с вопросами по инвестированию денег. Затем Вартаняны сосредоточились на том, чтобы создать круг знакомых, включив туда влиятельных лиц, через которых можно выйти на источники информации, постепенно интегрировались в среду близких к военно-политическим кругам деятелей, бизнесменов, журналистов. Общительность, внешняя открытость, элегантные дорогие костюмы, визиты вежливости к послам и дипломатам, кавказское чувство юмора, исключительный талант к импровизации в разговоре, эмоциональное отношение к людям, а в ряде случаев — умение преподнести презент, помочь деньгами, «вовремя угостить», сказать нужные слова, предложить подработать помогали Геворку Андреевичу по обстоятельствам располагать к себе любых собеседников. Ради знакомства с нужными людьми в непринуждённой и расслабленной обстановке досуга Вартанянам приходилось посещать клубы по самым разным видам спорта (большому теннису, плаванию, гольфу и др). Как вспоминал Вартанян, семейное положение существенно повышало респектабельность и расширяло его возможности по сбору разведывательной информации: согласно распространённому в Южной Европе этикету, на многие закрытые приватные мероприятия (званые обеды и ужины, вечеринки) с участием высокопоставленных и влиятельных лиц (в особенности — архиепископов и кардиналов) можно было получить приглашение строго в сопровождении супруги; появление на вечере немолодого одинокого джентльмена, задающего много вопросов, выглядело бы моветоном. Во многих случаях нужные знакомства с секретоносителями через их жён под благовидным предлогом завязывала Гоар, а затем уже к беседам в семейном формате ненавязчиво подключался и Геворк. В Италии, где армянская диаспора, в отличие от Франции, была малочисленной, Вартаняны в целях конспирации старались избегать даже случайных контактов с армянами. Геворк Андреевич объяснял это так: «Если ты начнёшь дружить с армянами, то „армянское радио“ через месяц расскажет, где ты родился, кто ты такой, что ты приехал из Советского Союза, что ты разведчик…».
Все последующие годы Геворк и Гоар Вартанян под оперативными псевдонимами Анри и Анита работали вместе, не допустив ни единого провала, нигде ни разу не были арестованы. По воспоминаниям Гоар Вартанян в 2017 году, Геворка Андреевича несколько раз кратковременно задерживала полиция, однако лишь по причине того, что его принимали за кого-то другого.
Работая в Италии, нелегалы обеспечивали советскую разведку информацией о южном фланге НАТО. Заняв довольно высокое положение в обществе, были знакомы и общались с главнокомандующим объединёнными вооружёнными силами НАТО в Южной Европе, американским адмиралом С. Тёрнером, итальянскими министрами, президентом Италии Дж. Леоне, в поле их зрения попал и начинавший политическую карьеру медиамагнат С. Берлускони. Вартанян вспоминал (см. врезку справа):
«Я мог вращаться на самой верхушке государства — там, где есть информация и те, от кого можно качать информацию. Благодаря этому государству меня многие знали, и если я появлялся в другой стране, там знали, какое моё положение… Почему нелегалу хорошо иметь личный бизнес? Потому что он свободен, сам себе хозяин. Когда ты служишь у других, работаешь в какой-нибудь конторе с утра до 6 вечера, — у тебя и возможности ограничены, и нужные связи трудно заиметь. А когда твой личный бизнес — ты свободен, разъезжаешь по своим делам по всем странам мира… Наши средства оправдывали наше существование, наши позиции, и связи все, и так далее. Благодаря тому, какие позиции ты занимаешь, тебя и принимают. Ты же не можешь быть сошкой в каком-нибудь учреждении, а потом вдруг залезать наверх… Кому ты там нужен, кто с тобой будет дружить?»
В Италии Вартаняны получили гражданство и паспорта, позволявшие без проблем путешествовать по миру. По заданиям нелегальной разведки супруги периодически выезжали в США, где Геворк Андреевич носил имя Том. При поездках в Америку супруги пользовались содействием ничего не подозревающих американских морских офицеров, а однажды Вартанян даже совершил перелёт в США на самолёте Тёрнера. В 1980-х годах в США с Вартанянами произошёл казус, о котором потом они часто рассказывали, — когда на большом приёме едва не столкнулись с женщиной, с которой почти 30 лет назад познакомились в Индии под другими именами и легендами, из-за чего Вартанянам пришлось экстренно отъехать с вечеринки, сославшись на внезапное недомогание Гоар. Во многих же других случаях контакты, продолжавшиеся десятилетиями, приносили эффект: так, в США Геворку Андреевичу, по словам Гоар Вартанян, удалось завербовать ответственного сотрудника ЦРУ, которого он знал с детства, покупая мальчику подарки. Вместе с тем, Вартанян отмечал, что свои дружеские отношения с представителями спецслужб США по-крупному он не использовал для разведывательной деятельности в Америке, а рассматривал их как надёжное подспорье для укрепления своего статуса и престижа в Европе.
Весной 1978 года в Риме во время полицейской операции против «красных бригад», похитивших и затем убивших отставного премьер-министра Италии Альдо Моро, карабинер при досмотре автомобиля Вартаняна (конфиденциально пытавшегося наладить диалог с похитителями и спасти Моро) случайно забыл в его багажнике автомат, обнаруженный затем на следующем посту другим полицейским, что едва не обернулось для разведчика неприятностями. Об этом анекдотическом случае в интервью «Российской газете» рассказывал сам Вартанян.
В ходе карьеры нелегалов Вартанянам пришлось срочно учить немецкий, с этой целью на некоторое время были отозваны в СССР, занимались языком по восемь часов день, справились с освоением немецкого за 8 месяцев. Завершали супруги свою разведывательную деятельность, выполнив ряд заданий в Западной Германии. В этой стране находился основной плацдарм НАТО, здесь дислоцировалась наиболее мощная группировка вооружённых сил блока. Американские стратеги, опасаясь получить от СССР ответный ядерный удар по своей территории, решили разместить в Западной Германии баллистические ракеты среднего радиуса действия. На трёх ракетных операционных базах было развёрнуто 108 пусковых установок для ракет «Pershing-2». Фактор особого риска для СССР состоял в том, что подлётное время ракет «Pershing-2» со стартовых позиций в лесистых районах Баварии до объектов в центре европейской части Советского Союза составляло всего 8-10 минут, что делало их чрезвычайно опасным оружием первого удара. Вартаняну удалось завербовать либо завязать знакомство с рядом высокопоставленных военных чиновников, располагавших сведениями об организации, боевом составе, дислокации и вооружениях войск НАТО, планах их боевой подготовки, оборудовании театра военных действий, расположении и планах строительства позиций ракет средней дальности и хранилищ ядерного оружия. Усилия политиков, дипломатов и разведчиков, в том числе и Вартанянов, способствовали подписанию в декабре 1987 года лидерами СССР и США Договора о ликвидации ракет средней и меньшей дальности.
Всего Вартаняны раздобыли секретные сведения о нескольких базах НАТО в Европе — прежде всего, в Италии, Греции и ФРГ. Геворк Андреевич дружил с офицерами разных разведок мира, оставаясь для них то иранским бизнесменом, то испанским журналистом. Ему сопутствовала удача, на его пути не встретился предатель, практически ни разу бдительный разведчик не рисковал быть разоблачённым. Высокий профессионализм позволил Вартанянам все 30 лет нелегальной работы действовать интеллектуально-аналитическими методами, обходиться без применения оружия или угроз. Забота со стороны Центра, всегда бережно опекавшего одного из лучших советских разведчиков, порой доставляла ему хлопоты: в ряде интервью Вартанян, обычно избегая географической привязки, упоминал о переплёте с резидентурой вокруг явки в Западном Берлине, когда, опасаясь провала, из лишней предосторожности коллеги едва не вывезли его насильно в Москву.
За время своей заграничной работы Вартанян побывал приблизительно в ста странах. Периодически супругов отзывали в СССР, где они овладевали новыми методами оперативной нелегальной работы, проходили лингвистическую подготовку; раз в несколько лет ездили в отпуск в Армению. Основная конспиративная деятельность супругов-разведчиков за 30 послевоенных лет была сосредоточена в нескольких десятках стран, включая Италию, Францию, Грецию, Швейцарию, Германию, США, Японию, Индию, Китай, Сирию и Ливан, страны Африки, а в остальных Гоар и Геворк Вартаняны бывали проездом.
Осенью 1986 года Геворк и Гоар Вартаняны окончательно завершили нелегальную деятельность за рубежом и вернулись из Италии в СССР, всё их имущество заключалось в двух туристических чемоданах.

## Признание
В 1957 году, окончив учёбу в Ереване, Геворк Андреевич хотел отправиться на нелегальную службу офицером-чекистом и поднял этот вопрос перед руководством. Однако тогда начальство решило, что ему проще, удобнее и безопаснее будет работать за рубежом «свободной птицей». В 1958 году Вартанян вступил в КПСС. В 1968 году ему было присвоено воинское звание капитан, в 1975 году присвоено воинское звание полковник.
Указом Президиума Верховного Совета СССР («закрытым») от 28 мая 1984 года за достигнутые результаты по сбору разведывательных данных и проявленные при этом мужество и героизм полковнику Вартаняну Георгию Андреевичу присвоено звание Героя Советского Союза с вручением ордена Ленина и медали «Золотая Звезда» (№ 11511). Гоар Вартанян награждена орденом Красного Знамени. О награждении, получив шифровку из Москвы, супруги узнали в Италии.
Вартаняна связывала личная дружба с руководителями советской нелегальной разведки Анатолием Лазаревым, Юрием Дроздовым, Леонидом Шебаршиным, главой СВР РФ Евгением Примаковым, особо Геворк Андреевич выделял их умение брать ответственность на себя, рисковать, благодаря чему были «сделаны большие дела».
Оставаясь до 2000 года «закрытым» для общественности, Вартанян и на пенсии продолжал быть полезным Родине, занимаясь в Службе внешней разведки подготовкой будущих агентов-нелегалов для работы за рубежом. О своей деятельности Геворк Вартанян говорил:

Разведка — это не только романтика, но и прежде всего один из самых эффективных путей защиты Отечества… Это работа для подлинных патриотов, людей убеждённых и самоотверженных. В такую работу нельзя не влюбиться.

Несмотря на то, что в 1986 году супруги Вартаняны окончательно завершили разведывательную работу за рубежом и вернулись в СССР, ряд политиков, военных и дипломатов, с которыми они контактировали на Западе, продолжают и после отставки оставаться публичными фигурами, заниматься общественно-политической и гуманитарной деятельностью в своих странах, в том числе — в направлении дружественных отношений с Россией.
С 1992 года Геворк Вартанян находился на пенсии. Жил с супругой в тихом переулке близ Проспекта Мира в Москве. Часто посещал свою историческую родину, лично убеждал первого президента Армении Л. Тер-Петросяна создавать разведывательную службу обретшего независимость государства.
20 декабря 2000 года, в день 80-летнего юбилея Службы внешней разведки России (СВР), имя Геворка Вартаняна было рассекречено. Однако о кульминации его профессиональной карьеры нелегала в 1970-х годах в Италии не сообщалось вплоть до 2010 года — в основном из-за продолжения политической деятельности давнего знакомого Вартаняна, премьер-министра Италии С. Берлускони. Впервые о работе советского разведчика в Италии, направленной против НАТО, рассказал в своих воспоминаниях генерал-майор СВР Юрий Дроздов, возглавлявший советскую нелегальную разведку с 1979 по 1991 год. «Равный Зорге, Абелю, Филби — а возможно, и первый», так сказал о Вартаняне генерал Дроздов.
В 2006 году о супругах Вартанянах с их участием снят фильм «Больше чем любовь. Жизнь под грифом „секретно“».
9 октября 2007 года в офисе пресс-бюро СВР в Москве Вартаняна посетила внучка Черчилля, британская тележурналистка и продюсер Селия Сандис и лично выразила Геворку Андреевичу признательность за спасение жизни своего деда. Вартанян дал английской съёмочной группе большое интервью для фильма об отношениях Черчилля и Сталина. Общаясь на публичных мероприятиях с зарубежными гостями, Геворк Андреевич не любил, когда его называли «русский шпион», он предпочитал отрекомендоваться: «Я профессиональный разведчик—нелегал».
В мае 2010 года на Первом канале снята двухсерийная документальная драма «Правдивая история. Тегеран-43», премьера состоялась 24 и 25 января 2011 года; картину консультировали супруги Вартаняны.
Среди 8 основных языков, на которых свободно говорил Вартанян, сам он называл русский, армянский, английский, итальянский и фарси. Гоар упоминала о том, что они успешно овладели также немецким и арабским языками. По свидетельству прижизненного биографа Геворка Андреевича, журналиста Николая Долгополова, на английском языке Вартанян говорил с американским акцентом (этим языком Вартанян владел наиболее искусно среди неродных языков). «Когда знаешь пару языков, остальные даются уже легко. Мы когда уезжали из Москвы в командировку второй раз — знали только английский и фарси. А потом быстро освоили остальные. Когда попадаешь в другую языковую среду, хочешь не хочешь — начинаешь понимать язык. Главное здесь — не стесняйся, болтай на их языке вовсю», — после завершения карьеры советовал будущим разведчикам Вартанян.
Супруги счастливо прожили вместе 65 лет. Своих детей у Вартанянов не было. Дочь племянницы Анаит (по брату Гоар), Маргариту, чета разведчиков воспринимала как внучку.

## Смерть

Могила Вартаняна на Троекуровском кладбище Москвы

Геворк Андреевич Вартанян скончался 10 января 2012 года на 88-м году жизни от рака в Боткинской больнице в Москве.
Похоронен на Троекуровском кладбище Москвы 13 января 2012 года. На похоронах присутствовал председатель правительства России Владимир Путин, который лично знал Вартаняна ещё по конспиративной работе в Германии; премьер возложил цветы к гробу и выразил соболезнования родственникам. Были также руководители СВР, посол Армении в России, сослуживцы.
Гоар Левоновна Вартанян скончалась 25 ноября 2019 года на 94-м году жизни. Похоронена с воинскими почестями рядом с супругом.

## Факты
- Геворк Вартанян — четвёртый разведчик, удостоенный звания Героя Советского Союза после Николая Кузнецова, Рихарда Зорге и Льва Маневича. (Или — второй после Кузнецова, так как Вартанян и Кузнецов работали по линии, предшествующей Службе внешней разведки (СВР), Зорге и Маневич же работали от военной разведки (ГРУ))[4][6].
- Наименее изученной и освещённой в открытых источниках остаётся нелегальная деятельность супругов Вартанянов в Японии (1957—1960), а также в 1960-х годах в Китае, Индии, в Сирии и Ливане[60], а также в странах Африки[11].
- 43 года составил срок проживания Вартаняна за границей в качестве разведчика-нелегала[61].

## Память

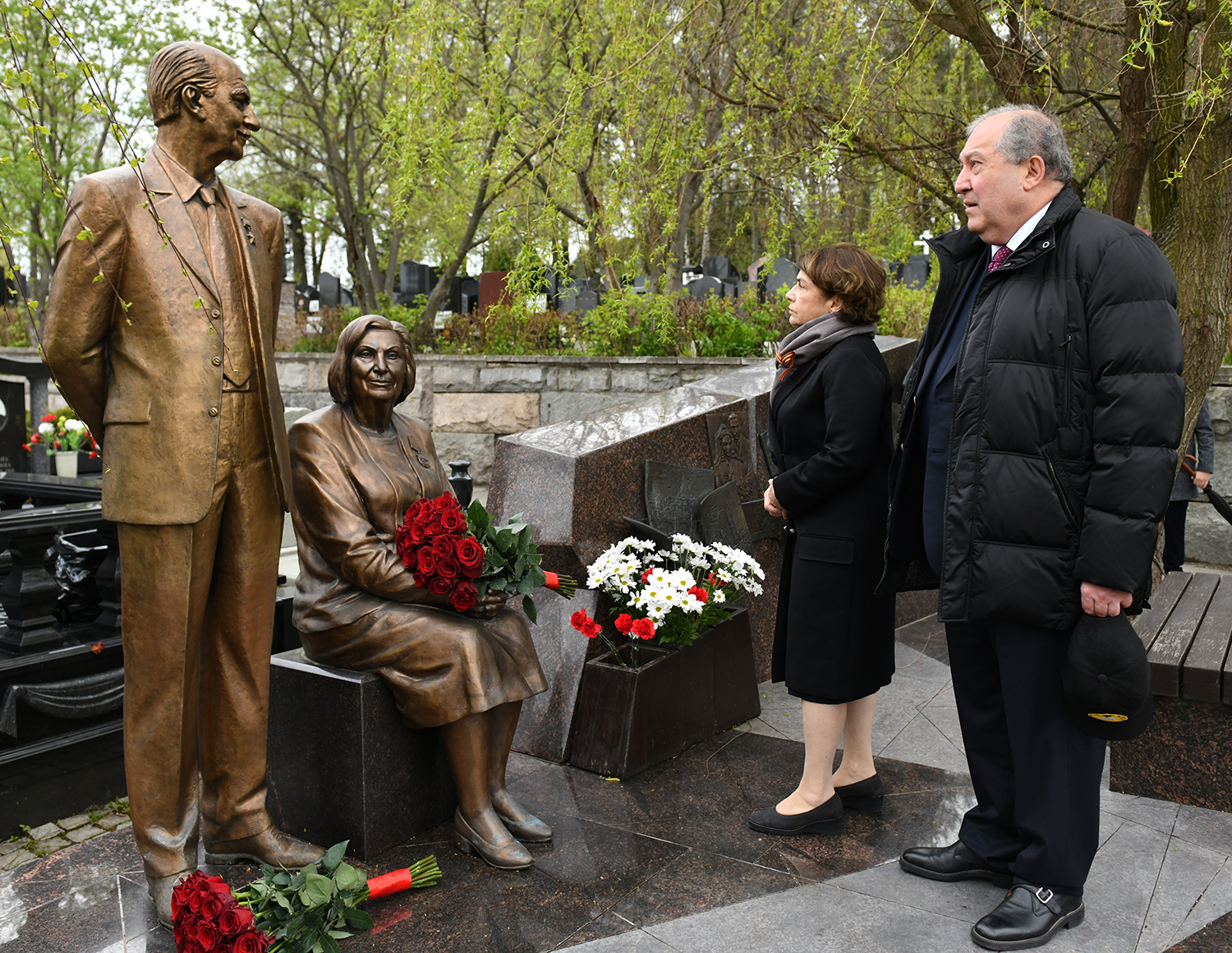
Экс-президент Республики Армения Армен Саркисян с супругой у памятника Геворку и Гоар Вартанян, май 2021 года

- Экс-президент Республики Армения Армен Саркисян с супругой у памятника Геворку и Гоар Вартанян, май 2021 года 24 октября 2012 года в Москве на Троекуровском кладбище состоялось открытие памятника Вартаняну. Автором памятника скульптурной композиции стал народный художник России, лауреат государственной премии, член Совета по культуре при президенте России А. Н. Ковальчук. В церемонии приняли участие ветераны СВР России, деятели культуры и искусства, друзья и родственники разведчика[62].
- 27 октября 2012 года в Ростове-на-Дону на «Проспекте звёзд» состоялась торжественная церемония закладки именной «Звезды» Геворку Вартаняну[63].
- В 2013 году Министерство обороны Армении в память о разведчике учредило ведомственную медаль «Геворк Варданян». Материалы об операциях супругов Вартанянов представлены в Музее истории органов безопасности Армении[64].
- В 2017 году по случаю 95-летия со дня образования управления «С» ПГУ КГБ СССР один из драгоценных камней, хранящийся в Гохране России, получил имя в честь Геворка и Гоар Вартанянов. Этот камень состоит из двух сросшихся алмазов[65].
- В центре Еревана, на здании Ереванского государственного лингвистического университета имени Валерия Брюсова (улица Туманяна, 42), 17 мая 2014 года была установлена мемориальная доска в память о его выпускнике 1955 года Геворке Вартаняне[66].
- 31 мая 2022 года в Новой Москве на территории школы № 2070 имени Героя Советского Союза Г.А. Вартаняна состоялось открытие памятника советскому разведчику[67].
- 30 января 2023 года Совет Старейшин Еревана принял решение о переименовании 39-й улицы района Арабкир в честь Геворка Вартаняна
- 17 февраля 2024 года в честь 100-летия со дня рождения во дворе школы №192 (Ереван) был открыт бюст Геворка Вартаняна. В церемонии открытия приняли участие делегации Армении и России, в том числе вице-спикер парламента Армении Акоп Аршакян, заместитель председателя Совета Федерации Юрий Воробьев, борец Артур Алексанян и сенатор Александр Карелин, а также представители Русского дома в Армении и Дома Москвы в Ереване[68].
- В феврале 2024 года в поселении Сосенском Новомосковского административного округа города Москвы (Россия) появилась улица, названная в честь Геворка Андреевича[69].

Звезда на Аллее звёзд в Ростове-на-Дону
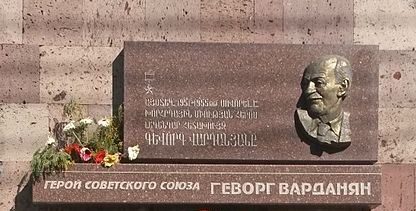
Памятная доска в Ереване
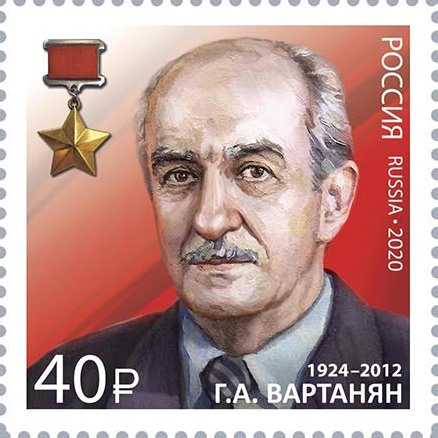
Почтовая марка России (2020 год)
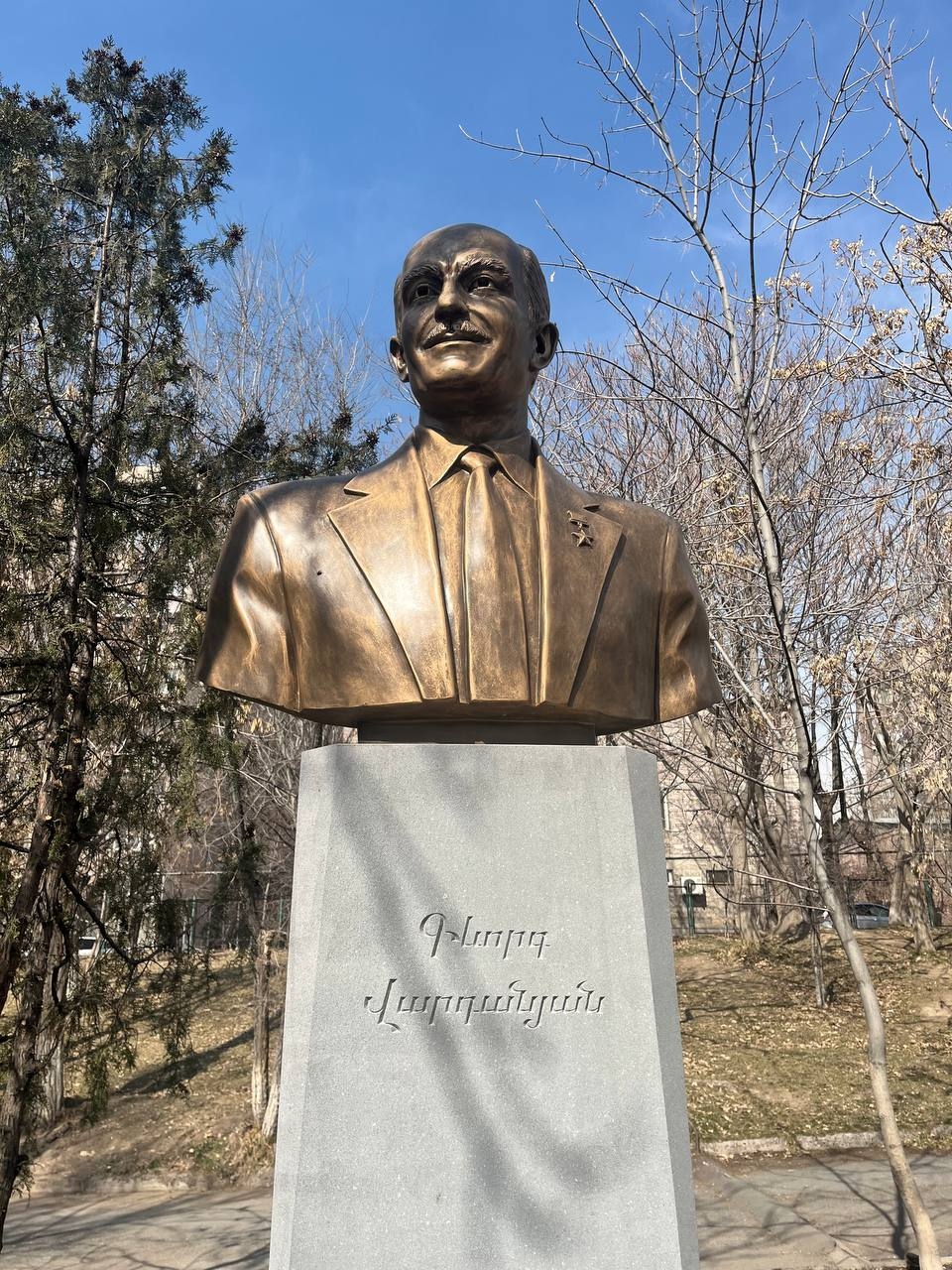
Бюст, установленный в честь 100-летия со дня рождения на территории школы №192 в Ереване

## Награды
- Герой Советского Союза
- Орден «За заслуги перед Отечеством» IV степени[4]
- Орден Ленина
- Орден Красного Знамени
- Орден Отечественной войны II степени
- Орден Почёта (Армения) (14 февраля 2009 года)[7][70]
- Медаль «За оборону Кавказа»
- Медаль «За победу над Германией в Великой Отечественной войне 1941—1945 гг.»
- Другие медали СССР, России и Республики Армения
- Почётный чекист СССР
- Почётный сотрудник госбезопасности
- Почётный гражданин Ростова-на-Дону
- «Золотой крест» Союза армян России — в связи с его 80-летним юбилеем и за большой вклад в дело обеспечения безопасности СССР и Российской Федерации, в укрепление дружбы и сотрудничества между Россией и Арменией, российским и армянским народам[71]